# 熱烈LOVE!!
「熱烈LOVE!!」（ねつれつラブ）は、2020年1月8日に発売したEUPHORIAの2ndシングル。

## 概要
王子様系男装ユニット「EUPHORIA（ユーフォリア）」第二弾シングル。
メンバーは、詩織叶逢、翔咲心、碧井湊都、海憧乙綺。

## 収録曲
テイチクレコード公式サイト内の紹介ページによる。

### 初回限定盤A
CD
1. 熱烈LOVE!!
  - 作詞：伊秩弘将
  - 作曲：林田健司
  - 編曲：DANCE☆MAN
2. 冬色イルミネーション
  - 作詞・作曲：伊秩弘将
  - 編曲：佐久間誠

DVD
- 「熱烈LOVE!!」Music Video

### 初回限定盤B
CD
1. 熱烈LOVE!!
2. 冬色イルミネーション

DVD
- 「熱烈LOVE!!」Making of Music Video

### 通常盤
CD
1. 熱烈LOVE!!
2. 冬色イルミネーション
3. Oh! My Princess
  - 作詞・作曲：阿久津健太郎
  - 編曲：佐久間誠
4. 熱烈LOVE!!（Instrumental）
5. 冬色イルミネーション（Instrumental）
6. Oh! My Princess（Instrumental）